# モンスターアーミー
モンスターアーミーは、DDTプロレスリングのユニットである。

## 歴史
- 2012年夏、鶴見亜門の前説中に当時クライングウルフのヤス・ウラノ&アントーニオ本多と佐々木大輔&マサ高梨が乱入する。ここに星誕期と火野裕士を加えた新ユニットを組むと宣言。
- 7月22日、後楽園ホール大会でメンバー6人が勢ぞろい。しかし誤爆が続き仲間割れをする。
- 8月18日、日本武道館大会でフットサル対決を敢行。結果はマサ高梨&佐々木大輔&星誕期に遠藤哲哉と藤本つかさを加えた東葛FCの勝利。
- 8月26日、後楽園ホール大会で全ユニットの解散を宣言される。
- 9月19日、新木場1stRING大会で最終決戦が組まれる。
- この試合でアントーニオ本多がヤス・ウラノを裏切り、佐々木大輔がセコンドのマサ高梨を裏切る。
- アントンを筆頭に星誕期と佐々木大輔の3人でロス・カリエンテを結成。
- 9月30日、後楽園ホール、マサ高梨が大鷲透と火野裕士の3人でロス・カリエンテと闘うが、大鷲はちゃんこ屋の仕事があるため宣伝をして帰った上に、火野裕士が高梨を裏切ってロス・カリエンテに付いてしまう。孤立した高梨を倒し火野裕士を加えた4人でMAを再結成。
- アントン曰く、歯抜けのウラノと高梨は必要なく、このベストなメンバーで戦うと宣言。
- 11月の大会よりチンが始まる。チン(賃)とは、人のものを借りて来世まで返さないこと。チンしたものはヤフオクで高く売り、そのお金で戦車を買うのが目的である。
- 12月23日、テンコジ警察に逮捕される。
- 2013年1月12日、大阪大会で内田祥一が特別待遇により加入。
- 1月27日、アントーニオ本多&佐々木大輔&火野裕士が第2代KO-D6人タッグ王者になる。 5月に一度陥落。
- 6月2日、火野裕士&星誕期組がKO-Dタッグ王座に挑戦し敗北。
- 6月23日、アントーニオ本多&星誕期&火野裕士が第4代KO-D6人タッグ王者になるも7月に陥落。同日、佐々木大輔が4月21日よりリングアウトや反則で保ち続けてきたいつどこ挑戦権黒を入江に使用するも敗北。
- 6月30日、草チンを開始。草チンとは相手が勝った場合チンしたものを返却する行為。また、金にならないものは即返却またはMA側で処分する。
- 7月21日、MAの元帥哲元帥が登場。
- 8月17日、両国国技館大会で坂口一家に敗れる。翌日、アントーニオ本多&星誕期&葛西純の外人部隊(アントンがイタリア、星誕期がアルゼンチン、葛西純がフィラデルフィア)が両国全体を使った6人タッグ王者決定戦に敗北。また佐々木大輔&火野裕士がKO-D次期挑戦者決定戦で石井慧介と高尾蒼馬に挑戦権を奪取される。
- 9月23日、ラジアントホール大会（3WAYマッチ 60分3ラウンド）にて、アントーニオ本多が男色ディーノから王座を奪取。もう一人の挑戦者はケニー・オメガ。
- 10月20日、後楽園ホール大会（睡眠防止デスマッチ）にて初防衛に成功。挑戦者はスーパー・ササダンゴ・マシン。 リング上に敷かれた布団で3秒寝てしまった者の負け。時折「Sleeping Time」として会場が暗転し羊を数えるナレーションが入る。
- 10月27日、星誕期がUTANフェスタ2013で男色ディーノの持つ世界大森級選手権に挑戦して敗北。母国アルゼンチンがゲイタウンになってしまう。
- 11月4日、大阪府立体育会館第2競技場大会にてHARASHIMAがアントーニオ本多から王座を奪取。KO-D無差別級王座及びアイアンマンヘビーメタル級王座とのトリプルタイトルマッチのため、通常ルールで行われた。
- 11月17日、後楽園ホール大会（目隠し乳隠しデスマッチ）にて、アントーニオ本多がHARASHIMAに敗北しHARASHIMAが初防衛に成功。また、この試合はHARASHIMAの希望でアントンがルールを決定。 双方、目隠しをし更にブラジャーを装着した状態で戦う。HARASHIMAは蒼魔刀を決めた後にアントンのブラジャーを剥いで勝利を収めたが「ブラジャー剥ぎデスマッチ」では無いため、特にそこまでする必要は無かった。
- 2014年1月12日、道頓堀アリーナ大会にて、アントーニオ本多と佐々木大輔と内田祥一の3人がKO-D6人タッグ王者に挑戦して敗北。
- 2月23日、後楽園ホール大会で戦車購入の夢をあきらめ普通の女の子に戻ると宣言。
- 3月21日、後楽園ホール大会を最後に解散をすることが決定。解散マッチの相手は高木三四郎＆大鷲透＆伊橋剛太＆ゴージャス松野で8人タッグマッチとして対戦し最後は大佐がイマチ投下で伊橋から勝利した。最後のマイクで二等兵が「モンスター・アーミーが結成されてから1年半ちょいくらい経ちましたが大佐、ありがとうございました。最初にここで挨拶したのが昨日のことでようであります。ただ我々4人の道は続く。例え4人がバラバラになっても……バラバラになるは言い過ぎたな。ちょいバラになっても、あなたたちの胸の中で、いや乳首の中で生き続ける!」と挨拶し、モ軍の活動にピリオドを打った。同日の夜我闘雲舞の市ヶ谷大会で松本浩代vsアントーニオ本多vs帯広さやかが組まれ帯広と本多が松本をほったらかしにしてしまい最終的に試合は松本が帯広から東海道落としで勝利。
- 4月3日、プロレスリングFREEDOMSでモンスター・アーミーに憧れているという藤田ミノルがジ・ウィンガーのマスクをチンしてアントンに献上をするもアントンは「MAは解散しました。これ返してきて下さい。」と言った。解散後も多方面に影響が出ている。
- 2015年6月28日、軍曹による自主興行で復活。岡林裕二&梶トマト&旭志織&本田アユムと対戦しイマチ大佐が旭のスクールボーイで敗れるも一等兵とトマトの匍匐前進競争で一等兵が勝ったため延長戦を行うが大佐がまたしても旭にスクールボーイで敗れる。再延長戦では軍曹が岡林とのWユージ対決を制し勝利。
- 2017年8月4日、闘うビアガーデン2017～酒呑童子DAY～にて限定復活。樋口上等兵が新メンバーとして登場し大佐と二等兵とタッグを組むも敗北。また欠場中であった火野軍曹も登場した。なお佐々木一等兵については「チェドバ島で行方不明になった」

との発表がなされた。

## メンバー
- 火野軍曹（リーダー）
- イマチ大佐
- 佐々木一等兵
- 本多二等兵

## サポートメンバー
- 哲元帥（両国国技館大会に登場した二等兵の父。モンスター・アーミーには無断で坂口征二のガウンとブロンズ像をチンする）
- さやか大佐（マサ高梨自主興行にイマチ大佐の代役として緊急参戦）
- GAMI少佐（後楽園ホール大会に登場）
- ワンチューロ少佐（テレピアホール大会に登場。一等兵のツイッターによく登場していてそれぞれの育ての親はディック東郷である）
- フィーメル伍長（一度は裏切るも6人タッグ戦にてディーノ大石軍を裏切る）
- インナーガーデン一等兵（自分からまず手紙でモンスター・アーミーに入隊を要請し大阪大会に必ず登場）
- レイパロマ一等兵（地元広島大会に解散前最後のメンバーとして登場）
- 葛西純（両国国技館大会にイタリアの血を引くアントン・アルゼンチン出身のイマチ大佐とともにヒラデルヒア出身である葛西のタッグが外人部隊として登場）
- 樋口上等兵（闘うビアガーデン2017〜酒呑童子DAY〜にて登場）

## 特徴
- 試合前は二等兵が敵を油断させるマイクアピールをして「奇襲であります」と合図し戦う。
- コスチュームは基本的に二等兵以外はMAのTシャツや迷彩柄のコスチュームなどが多い。
- 軍隊をモチーフとしたパフォーマンスも披露する他、武器やその時チンしたものなどを全選手が所持している。
- 全員がつけているサングラスは皆で購入した105円の安物らしい。
- イマチ大佐は基本的に部下に手柄を譲るため、いざという時か大舞台でしかタイトルに挑戦はしない。
- 地方会場などで二等兵などが売店に立つと「お魚くわえたイマチさん♪」などのような替え歌を披露している。
- チンや草チンをやりすぎたせいで、矢郷良明が富山に帰るための電車のチケットもチンしたと大社長に疑われたことがある。
- さやか大佐が加わった理由は、エクスペンダブルズ4出演のためイマチ大佐が欠場した代わりにGJN（Gun Jin Network）に問い合わせたところ、同階級のさやか大佐招聘に成功したため。
- 全員の入場曲はビリー・プレストンのSlaughterの前奏にマシンガンの音を加えたもの。

## 過去にチン、草チンしたもの
- ケニー・オメガと飯伏幸太のレガース
- マサ高梨のパレオとコスチューム一式（パレオは一度失敗するもその後再びチンしたが価値がないので返却）
- 佐藤光留のエロ本（本人に返却される）
- 竹下幸之介の高校の制服（本人に返却される）
- 平田一喜のコスチューム（まったく価値がないので返却）
- 中澤マイケルのコスチューム（ヤフオクには出品せず生ごみとして処分された）
- 中澤マイケルのレスリングタイツ
- キアイリュウケンエッちゃんのガウン
- TAKAみちのくのタイツ（逆にチン返しされ二等兵のコスチュームを着て当日TAKAは試合をした。）
- 彰人のリストバンド（価値がないので返却）
- 福田洋のタンバリンとメダル（タンバリンは試合中に壊れる）
- DJニラのビニール傘
- 聖闘士凛音のグロス
- 石井慧介のメガホン
- 高尾蒼馬の金だらい
- 入江茂弘の甲冑
- 鹿児島と新潟のお客さんの心
- 天山広吉のツノ（返却される）
- 小島聡の鼻テープ（返却される）
- くいしんぼう仮面の予備のコスチューム2着（売れると考え持ち帰る）
- MIKAMIのシャツ（イマチ大佐が着用して伸びてしまう）
- 高木三四郎のベスト（返却される）
- ゴージャス松野のガウン
- KO-D6人タッグ王座の入ったアタッシュケース（高木三四郎に返却される）
- 坂口征二のガウンとブロンズ像（返却される）
- 坂口憲二の手錠（返却され元帥と二等兵にかけられる）
- 鶴見亜門のカツラ
- サムライTVのカメラ
- ジ・ウィンガーのマスク（藤田ミノルが解散後にアントンに献上するが返して来いと受け取らなかった。）

## 連携技
技は主に二等兵の掛け声から繰り出されるものが多い。タッグマッチなどでは二等兵がダイビングフィストドロップなどで勝利を収めることが多い。
- イマチ投下

二等兵の「大佐ー!」という掛け声に大佐が「イエッサー!」と返し、二等兵が「イマチ投下であります!」の掛け声から放たれるイマチ大佐の破壊力抜群のセカンドロープからのダイビングボディプレス。大佐が一人で試合に出る場合はコーナーに上る前に「大佐ー! イエッサー!」と言ってコーナーに上り「イマチ投下であります! イエッサー!」とダイビングボディプレスを決める。
- イマチキャノン

イマチ大佐の右足を二等兵が「ガガガガガガガ」と言いながら抱え上げ「イマチキャノン発射!」と言ってから相手の顔面に決める破壊力抜群のビックブーツ。
- 軍曹発射

軍曹がコーナーにセットしコーナーに駆け込んだ二等兵の「ロケットランチャー発射!」という掛け声とともに発射される軍曹のフロッグ・スプラッシュ。
- 軍曹の匍匐前進

二等兵が軍曹が闘っているときに相手の足を引っ張り、二等兵が「戦場名物匍匐前進競争であります! 軍曹の匍匐前進は世界一であります!」という掛け声から始まる匍匐前進。しかし、軍曹はこの勝負が実は苦手。勝利することはあまりない。
- 軍曹マグナム

相手をコーナーに固定させると二等兵が「軍曹マグナム発射!」と合図。そこから火野軍曹が破壊力抜群の串刺しカンチョーをするという攻撃。
- 佐々木マシンガン

相手がリング中央で長座すると、一等兵はコーナー下で敬礼をしながらセット。そこに駆け込んだ二等兵の「マシンガン発射! ダダダダダダ!」の合図で発射される顔面ドロップキック。
- ナパーム・オブ・ラブ

相手がリング中央で横たわると、一等兵はコーナー上でセット。そこに駆け込んだ二等兵の「ナパーム・オブ・ラブ」という合図で発射される一等兵のダイビング・エルボードロップ。
- フライ・トゥ・リメンバー

上記のナパーム・オブ・ラブをインナーガーデン一等兵が使用する場合の名称。この場合、繰り出される技はボディプレスとなる。

## 獲得タイトル
- 第2代KO-D6人タッグ王座（火野裕士&佐々木大輔&アントーニオ本多）
  - 2013年1月27日獲得/2013年5月26日陥落（防衛2回）
- 第4代KO-D6人タッグ王座（火野裕士&星誕期&アントーニオ本多）
  - 2013年6月23日獲得/2013年7月21日陥落（防衛0回）
- 第24代DDT EXTREME級王座（アントーニオ本多）
  - 2013年9月23日獲得/2013年11月4日陥落（防衛1回）
- 第982・986代アイアンマンヘビーメタル級王座（ワンチューロ・星誕期）
  - 2014年1月26日獲得その後二人とも同日陥落（防衛0回）
- 第995代アイアンマンヘビーメタル級王座（佐々木大輔）
  - 2014年3月9日獲得その後陥落（防衛0回）